# Słobodskoje (obwód smoleński)
Słobodskoje (ros. Слободское сельское поселение) – jednostka administracyjna (osiedle wiejskie) wchodząca w skład rejonu diemidowskiego w оbwodzie smoleńskim w Rosji.
Centrum administracyjnym osiedla wiejskiego jest wieś (ros. деревня, trb. dieriewnia) Staryj Dwor.

## Geografia
Powierzchnia osiedla wiejskiego wynosi 214,93 km², a jego główną rzeką jest Jelsza. Całe terytorium jednostki znajduje się w Parku Narodowym Pojezierza Smoleńskiego.

## Historia
Osiedle powstało na mocy uchwały obwodu smoleńskiego z 28 grudnia 2004 r., z późniejszymi zmianami – uchwała z dnia 28 maja 2015 roku.

## Demografia
W 2020 roku osiedle wiejskie zamieszkiwało 131 osób.

## Miejscowości
W skład jednostki administracyjnej wchodzą 24 miejscowości (wyłącznie dieriewnie): Agiejewszczina, Bachowo, Bieriezugi, Bułochi, Cziżaki, Dubinoje, Głaskowo, Guki, Kirowka, Klimiaty, Klin, Kuriły, Nowoje Prigarino, Pawluczenki, Parniewo, Pogołka, Pristawki, Protokina Gora, Rudnia, Siemieszki, Staryj Dwor, Stiepurino, Szewielewo, Żeluchowo.